# Joachim Badenhorst

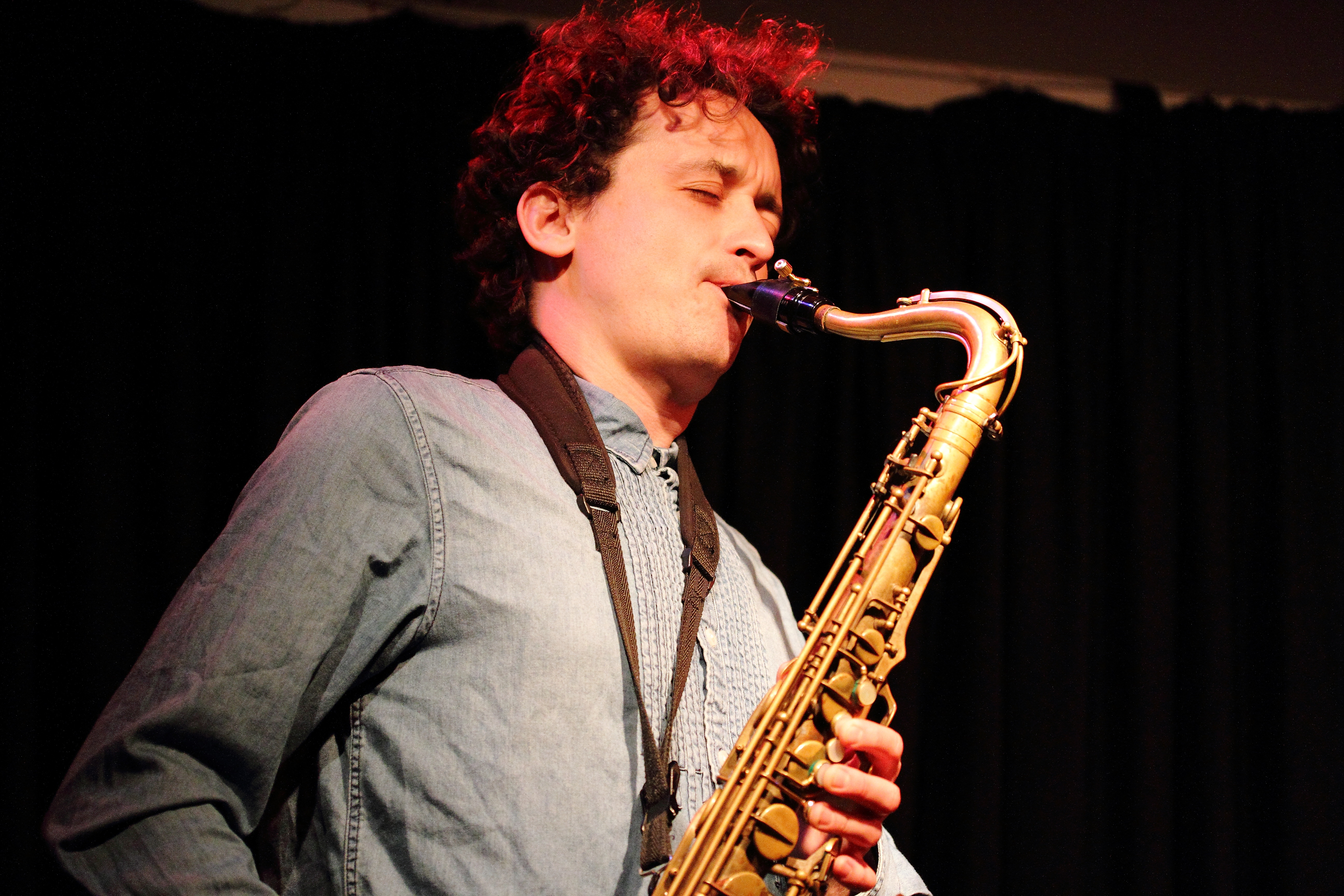
Joachim Badenhorst, 2015 mit baloni im club W71

Joachim Badenhorst (* 13. Oktober 1981 in Antwerpen) ist ein belgischer Saxophonist und Klarinettist.

## Leben und Wirken
Badenhorst erhielt während seiner Kindheit klassischen Klarinettenunterricht. Er studierte am Koninklijk Conservatorium Den Haag bei John Ruocco und Michael Moore; 2005 schloss er sein Studium ab. 2009 zog er nach New York, wo er momentan in Brooklyn lebt.  Mit Frantz Loriot und Pascal Niggenkemper bildet er das Trio baloni. Mit Sissel Vera Pettersen und Mikkel Ploug spielt er im Improvisationstrio Equilibrium, das mit Liquid Light 2014 sein drittes Album veröffentlichte.
Badenhorst gehört neben Simon Toldam zum Han Bennink Trio, dem ersten Trio, das der niederländische Schlagzeuger unter eigenem Namen leitet. Außerdem ist er Mitglied im Nonett des Saxophonisten Tony Malaby und im Trio Clarino von Thomas Heberer. Mit Brice Soniano bildete er das Duo Rawfishboys, das zwei Alben veröffentlichte. Daneben ist er auch mit Fred Van Hove, C. Spencer Yeh, Toma Gouband, Eve Beuvens, John Butcher, Josh Berman, Fumio Yasuda und Agustí Fernández aufgetreten.

## Diskographische Hinweise
- 2005: Rawfishboys War
- 2006: Red Rocket Mitten (RAT-Records, mit Simon Jermyn, Sean Carpio)
- 2009: Ploug-Pettersen-Badenhorst: Equilibrium
- 2011: Tony Malaby's Novely (Clean Feed Records)
- 2012: The Jungle He Told Me (Smeraldina-Rima, solo)
- 2012: Han Bennink Trio: Bennink #Co. (ILK)
- 2013: Schmoliner Badenhorst Niggenkemper: Watussi (Listen Closely)
- 2017: LAMA + Joachim Badenhorst: Metamorphosis (Clean Feed)
- 2017: Rawfishboys Fengling & The White Starline (W.E.R.F., mit Brice Soniano)
- 2022: Carate Urio Orchestra Cosmos (Klein, mit Jeremy Thal, Bert Cools, Liz Kosack, Simon Jermyn, Brice Soniano, Sean Carpio)
- 2022: Celano – Badenhorst – Baggiani Feat. Wolfert Brederode: Carnet Imaginaire (Challenge Records)
- 2024: Mikkel Ploug, Sissel Vera Pettersen, Joachim Badenhorst: Lento (Klein)